# スタンレー・アシェッド
スタンレー・アシェッド（Stanley Adshead、1868年 - 1946年）は、イギリスの都市計画家。イギリス・リバプール大学に都市計画学科（シビックデザイン学科）が創設された時の初代教授。
もともとは工芸家で、アーツ・アンド・クラフツ運動に参加していた。1912年にはバーミンガム大学教授。1914年にはロンドン大学に同様の学科が開設されることになり、移籍。パトリック・アバークロンビーにレバー教授を引き継ぐ。リバプール大時代はウィリアム・ホルフォード、ラクナウの都市計画者リンドン・ホグルなどが最初の学生であった。
ほか教授陣はアーバークロンビーのほかロバート・モーソンや、1898年から1926年までリバプールの技師であったＡ・ブロディらがいた。ザンビアの首都ルサカはアシェド教授の計画に基づき、Ｐ．Ｊ．バウリングが担当した。